# جنوب شرق الأناضول

خريطة توضح موقع جنوب شرق الاناضول

منطقة جنوب شرق الأناضول (بالتركية : Güneydoğu Anadolu Bölgesi) هي واحدة من المناطق في تركيا تحدها من الغرب منطقة البحر الأبيض المتوسط ومنطقة شرق الأناضول في الشمال وسوريا في الجنوب والعراق إلى الجنوب الشرقي.

## التاريخ

### المعاصر
في سنتي 1992م و 1993م شنَّ الجيش التركي عملية عسكرية موسعة استهدفت حزب العمال الكردي - قُتل فيها نحو ثلاثين ألف شخص وهجّرت أربعة آلاف قرية - وقام بتصفية قواعده في المدن، فانسحبت عناصره إلى الجبال، وتمركزت عندها عناصر جناحي حزب الله الكردي «العلم» (المسلح) و«المنزل» (المنافس له) في مدينة باطمان ومدن أخرى مجاورة مثل ديار بكر وسيلفان وماردين وكيزيلتابا ونصيبين ونشط حزب الله في مواجهة حزبي العمال والشعب كما صفى جناحه المنشق عنه.

## المجتمع
تنعدم فيها العدالة الاجتماعية فينتشر كل من الفقر المدقع والغنى الفاحش، وتتفكك البنية العائلية رغم مظهرها، ويشيع التعصب الديني لانتشار الخرافات لتدني الثقافة، وتطغى العشائرية وطاعة «الأغا» على سلطة القانون. وتنقسم القرى والحواري على أساس انتمائها لحزب العمال أو لحزب الله.

## المحافظات

محافظات منطقة جنوب شرق الأناضول

- محافظة آدييامان
- محافظة بطمان
- محافظة ديار بكر
- محافظة غازي عنتاب
- محافظة كِلِّس
- محافظة ماردين
- محافظة سعرد
- محافظة أورفة
- محافظة شرناق

## التقسيم والإحصاء السكاني

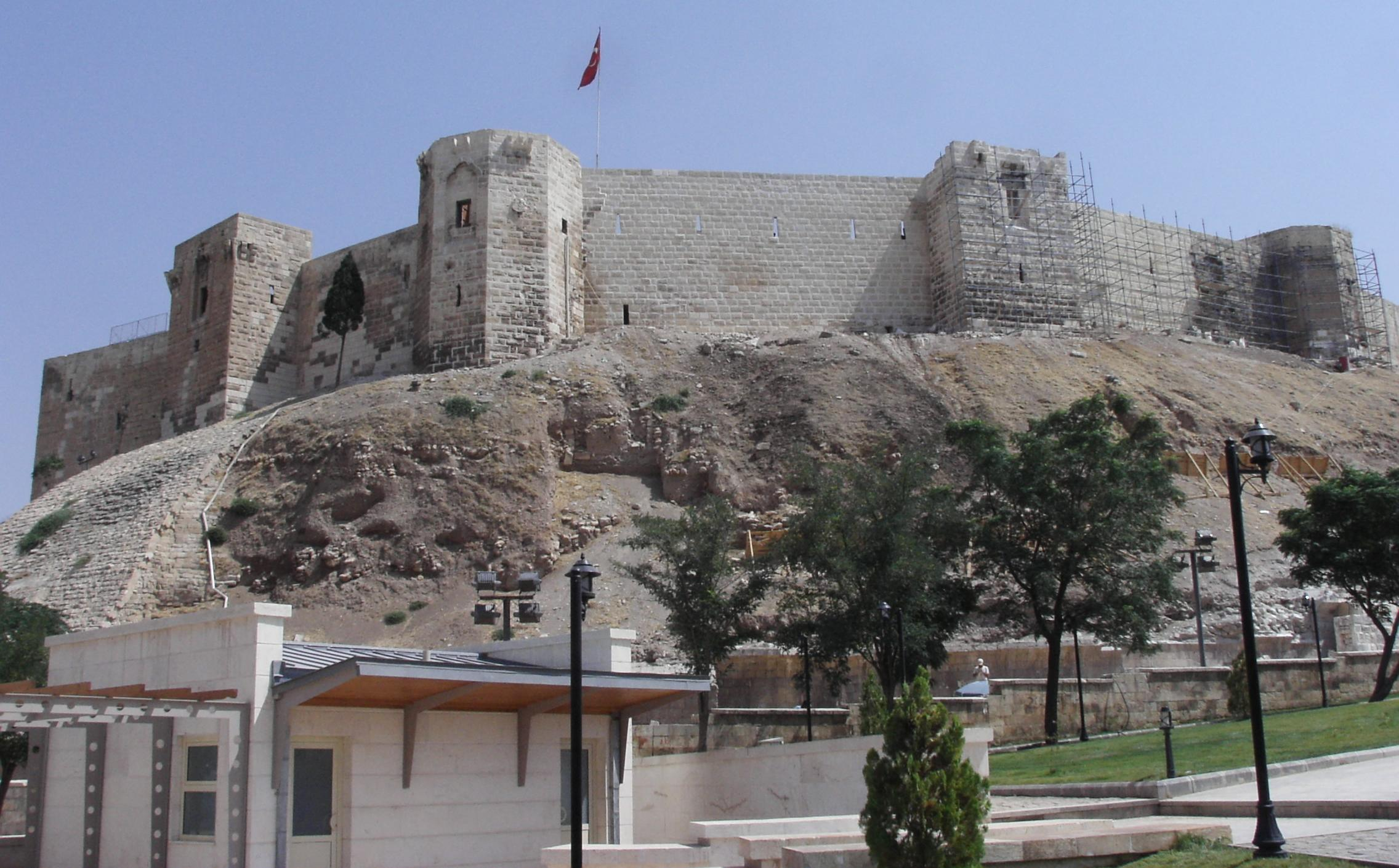
قلعة غازي عنتاب

هذه الإحصائيات من الموقع التركي للإحصاء
| المحافظة        | السكان    |
| --------------- | --------- |
| أديامان         | 623,811   |
| محافظة بطمان    | 456,734   |
| محافظة ديار بكر | 1,462,708 |
| محافظة عنتاب    | 1,685,249 |
| محافظة كلس      | 114,724   |
| محافظة ماردين   | 705,098   |
| محافظة سعرد     | 263,676   |
| محافظة أورفة    | 1,443,422 |
| محافظة شرناق    | 353,197   |

## جنسيات المنطقة
ومن الناحية العرقية الغلبة للاكراد وبشكل الاتي :
- الأكراد يشكلون 70% من السكان
- العرب يشكلون 15% من السكان
- الاتراك يشكلون 10 % من السكان
- المسيحيين السريان والاشوريين والكلدان والارمن يشكلون 5% من السكان

## الجغرافية المنطقة
تبلغ مساحة منطقة جنوب شرق الأناضول حوالي 75،358 كيلومتر مربع وهي ثاني أصغر المناطق في تركيا.

## المناخ
مناخها قاري شبه جاف مع صيف حار جداً وشتاء بارد مع سقوط ثلوج في بعض الأحيان.